# The Marshmallow Times
The Marshmallow Times (яп. マシュマロ通信, Mashumaro Taimusu) (перевод на русском — Зефирчик Тайм) — манга авторства Лун Лун Ямамото. Впервые они были опубликованы с 2004 по 2006 год в журналах Asahi Shōgakusei Shimbun и Asahi Chūgakusei Weekly (группа Asahi Shimbun), а впоследствии адаптированы в аниме-сериалы. Аниме-сериал, состоящий всего из 52 серий, транслировался каждое воскресенье с 4 апреля 2004 г. по 27 марта 2005 г. на телеканалах Токио и Осака в Японии.
Сериал фокусируется на 7 детях и похожем на овцу персонаже, которые тусуются вместе и работают в команде. Каждый персонаж изображен с различной причёской и стилем одежды.
При создании аниме-версии корейские компании (KOKO Enterprise , Seoul Movie) совместно с SBS продюсировала работу в Южной Корее под названием «라즈베리 타임즈 (The Raspberry Times) (на русском - "Клубничка Тайм")», эта версия транслировалась только в течение 25 эпизодов.

## Сюжет
Сэнди, девочка, живущая в Зефирном городке в вымышленном государстве, Цитрусовом Княжестве, находящемся в Восточной Европе, чье домашнее животное — существо, похожее на овцу, по имени Облачко, и 6 других детей — Жасмина, Лайм, Василиса, Гвоздик, Орешек и Корица — становятся друзьями и создают команду журналистов и вместе путешествуют по миру.

## Персонажи

### Главные герои
Сэнди (яп. サンディ, Санди)
Озвучивает: Мисато Фукуэн
Девушка с оранжевыми волосами, заплетенными в косу. Иногда ее можно увидеть со своей говорящей овечкой Клаудом. Она сорванец, и ночью, когда она спит или в пижаме, ее волосы прямые. Ее мать, отец и братья-близнецы появляются в нескольких эпизодах. Она может быть умной, но немного.
Жасмина (Жасмин) (яп. ジャスミン, Джасумин)
Озвучивает: Кана Уэда
Розоволосая девушка с цветами в волосах и самая популярная девушка в городе. Она очень крутая и любит танцевать. Она очень богата и лучшая подруга Сэнди. Она также может взять на себя любой шанс, что она говорит.
Лайм (яп. ライム, Райму)
Озвучивает: Кендзи Нодзима
Зеленоволосый мальчик . Он всегда тусуется и разговаривает с девушками, чтобы показать свою любовь. Он может быть талантливым на вид. Обычно его можно увидеть с Жасминой в большинстве эпизодов. Он думает, что может легко влюбиться.
Василиса (Бэзил) (яп. バジル, Баджиру — букв. Базилик)
Озвучивает: Акико Кобаяши
Девушка с желтыми волосами, которую обычно видят с фотоаппаратом . Она носит очки и может быть очень умной, но хорошим фотографом . Она любит оранжевый цвет и может быть очень серьезной. Как еще одна лучшая подруга Сэнди, она может делать снимки своей камерой, когда что-то она видит.
Гвозди́к (Клов) (яп. クローブ, Kurōbu - букв. Гвоздика)
Озвучивает: Такаюки Ямагути
Синеволосый мальчик, который всегда носит наушники . Он увлекается компьютерами, и у него в комнате есть стереосистема . Он в основном носит полосатую одежду.
Орешек (Натцу) (яп. ナッツ, Натцу)
Озвучивает: Нобуо Тобита
Черноволосый мальчик с волосами, закрывающими глаза. Обычно он носит бандану на голове. Он владеет огородом и работает садовником.
Корица (Синнамон) (яп. シナモン, Шинамон)
Озвучивает: Нобуко Сакума
Девушка светло-голубого цвета. Она гадалка. У нее также есть костюм для предсказания судьбы. Она творит плохие вещи и заставляет жутких вещей происходить в ее комнате.

### Второстепенные персонажи
Семья Сэнди
Семейка, которые живут с Сэнди. Ее мать — взрослая женщина, ее отец очень маленького роста, а два ее брата-близнеца, Чоко и Минд, любят ее дразнить. Кроме того, Облачко (Клауд) — ее друг.

## Песни
Тема опенинга:
1. «Spicy Days — スパイシーデイズ -, Spicy Days — (supaishideizu)» by Mai Nanami (episodes 1 — 40)
2. «Spicy Days — スパイシーデイズ -, Spicy Days — (supaishideizu)» by NAO with Sandy & Cloud (episodes 41 −52)

Тема ендинга:
1. «歩いてこう, Walking, Like This» by Grace

## Эпизоды
1. Клауд пришёл!
2. Первые задания!
3. Боязнь двойника.
4. Цветочное движение Натцу?
5. Новость от Бэзила?
6. Секрет Жасмина
7. Синнамон пристрастилась к гаданию?
8. Улитка - символ города
9. Первая любовь Лайма
10. Клов — музыкальный продюсер.
11. Папу собираются уволить?
12. Сэнди будет проклята?!
13. Санни под дождём
14. Где мисс Маршмеллоу!
15. Дьявол Анджелики
16. Битва за тест!
17. Войнушки-пышки!
18. Вперёд! На поход!
19. Любовь Лайма (Часть 2)
20. Летняя мечта
21. Тайна кролика-собаки.
22. Клауд, беги из дома!
23. Тайна семейного пространства.
24. Синнамон — ведьма!?
25. Истории о призраке из Академии
26. Прощай, Зефирчик Тайм?!
27. Зефирчик Тайм снова в строю!
28. Рисунки Клауда.
29. Очень Безумные Гонки!
30. Хэллоуин в Маршмеллоу-Сити!
31. Я - Сэнди?
32. Пэнси пришла!
33. Парень Василисы.
34. Облачный дом Ору.
35. Панси и год!
36. Случай из универмага!
37. Рождество в Стране Чудес.
38. Вернуться к плану.
39. Адвент — темный Клауд!
40. Первая любовь Анжелики?
41. Директор полон?
42. Самый длинный день Лайма.
43. Городской праздник Маршмеллоу.
44. Клауд и Снежная Фея.
45. Батальоны рядом с миллиардером.
46. Заходи в лес.
47. Странная Сэнди!
48. Моя Жасмина!
49. Скромная Василиса.
50. Битва симпатий!
51. Спокойной ночи, Клауд.
52. Колокольчик счастья.